# Буало, Никола
Никола́ Буало́-Депрео́ (фр. Nicolas Boileau-Despréaux; 1 ноября 1636, Париж — 13 марта 1711, там же) — французский поэт и литературный критик, теоретик классицизма. В поэме «Поэтическое искусство» сформулировал ряд догм и законов поэзии. Член Французской академии (с 1684; на кресле № 1).

## Биография и творчество
Никола Буало родился в семье секретаря парижского парламента. Получил основательное классическое образование, изучал сначала правоведение и богословие, но потом посвятил себя изящной словесности. На этом поприще он рано приобрёл известность благодаря своим «Сатирам» (1660).
В 1677 году Людовик XIV назначил его своим придворным историографом, вместе с Расином, сохранив своё расположение к Буало, несмотря на смелость его сатир.
Лучшими сатирами Буало считаются восьмая («Sur l’homme») и девятая («À mon esprit»). Кроме того, он написал множество посланий, од и эпиграмм.
Умер в Париже 13 марта 1711 года.

### «Поэтическое искусство»
Самое знаменитое сочинение Буало — поэма-трактат в четырёх песнях «Поэтическое искусство» (фр. «L’art poétique») — представляет собой подведение итогов эстетики классицизма. Буало исходит из убеждения, что в поэзии, как и в других сферах жизни, выше всего должен быть поставлен bon sens, разум или здравый смысл, которому должны подчиниться фантазия и чувство. Как по форме, так и по содержанию поэзия должна быть общепонятна, но лёгкость и доступность не должны переходить в пошлость и вульгарность, стиль должен быть изящен, высок, но в то же время прост и свободен от вычурности и трескучих выражений.

### Влияние Буало
Как критик Буало пользовался недосягаемым авторитетом и оказал огромное влияние на всю поэзию XVIII века, пока на смену ей не явился романтизм. Он с успехом низвергал раздутые знаменитости того времени, осмеивал их жеманство, сентиментальность и вычурность, проповедовал подражание древним, указывая на лучшие образцы тогдашней французской поэзии (на Расина и Мольера), и в своем «Art poétique» создал кодекс изящного вкуса, который долгое время считался обязательным во французской литературе («Законодатель Парнаса»).
Таким же бесспорным авторитетом Буало являлся и в русской литературе XVIII века. Российские представители классицизма не только следовали правилам литературного кодекса Буало, но и подражали его произведениям (так, сатира Кантемира «К уму моему» есть вольный перевод «À mon esprit» Буало).

### «Налой»
Своей комической поэмой «Налой» («Le Lutrin») Буало хотел показать, в чём должен заключаться истинный комизм и выразить протест против полной грубых фарсов комической литературы того времени, угождавшей невежественному вкусу значительной части читателей; но заключая в себе некоторые забавные эпизоды, поэма лишена живой струи истинного юмора и отличается скучными длиннотами.

## Буало и «спор о древних и новых»
В старости Буало вмешался в очень важный для того времени спор о сравнительном достоинстве древних и новых авторов: одни доказывали превосходство новых французских поэтов, сумевших соединить красоту античной формы с разнообразием и высокой нравственностью содержания, над древними греческими и римскими; другие же были убеждены, что никогда французские писатели не превзойдут своих великих учителей. Выпустив в свет комментарии к сочинениям Лонгина, Буало выступил как горячий поклонник древних классиков. Однако защита его не имела ожидаемого результата, и французское общество продолжало предпочитать самого Буало Горацию.

## Буало и другие классицисты
Имя Буало обыкновенно ставится рядом с именами Расина и Мольера, с которыми его связывала тесная дружба. И надо отдать справедливость нравственному характеру Буало, который никогда не испытывал зависти к своим знаменитым современникам. Наоборот, Буало первый защищал Расина от нападок на него после публикации «Федры»; такую же поддержку он оказал Мольеру, понимая литературное превосходство этих двух крупных писателей над популярными в то время, теперь забытыми писателями вроде Шаплена и др.

## Буало и женщины
В двенадцатилетнем возрасте Буало был прооперирован в связи с мочекаменной болезнью. Последствием операции стала импотенция.
Увечьем объясняется ставившаяся ему часто в упрёк сухость, отсутствие тёплых тонов в его поэзии, нападки на любовь и женщин, а также общий сдержанный, холодный характер стиля.

## Сочинения
- «Сатиры» (Satires, 1660—1668). (недоступная ссылка)
- «Послания» (Épîtres, 1669—1695)
- «Поэтическое искусство» (Art poétique, 1674)
- «Трактат о возвышенном» (перевод сочинения Лонгина; Traité du sublime, 1674)
- «Налой» (Le Lutrin, 1674—1683)
- «Диалог о героях романа» (Dialogue sur les héros de roman, 1688)
- «Критические размышления о Лонгине» (Réflexions critiques sur Longin, 1694—1710)
- «Письма Шарлю Перро» (Lettres à Charles Perrault, 1700)